# 金城公主
金城公主（藏文：ཀིམ་ཤེང་ཁོང་ཅོ་或གྱིམ་ཤིང་ཀོང་ཇོ་，约698年（武周圣历元年）—739年（玄宗开元二十七年）），唐宗女，和亲公主之一。生父为嗣雍王李守礼，养父为叔祖唐中宗。
步曾祖姑文成公主之后尘和亲吐蕃，嫁赞普赤德祖赞（即尺带珠丹）。金城公主在吐蕃三十年，为唐蕃称为甥舅宿亲，“和同为一家”（见赤德祖赞上玄宗皇帝表）维系纽带，贡献匪浅。

## 系谱
金城公主生父李守礼为唐高宗、武則天孙，即章怀太子李贤之次子。武则天幽废太子李贤于巴州，旋责令自杀，李贤有三个年幼的儿子，一人被杀，一人病死，只剩下李守礼。武则天称制，守礼幽禁宫中，十余年不得出，自云“每岁被敕杖数顿，见瘢痕甚厚”，脊上欲雨即沉闷，欲晴即轻健。睿宗废黜皇嗣位改封相王之后，守礼才与他的几个儿子一起进封郡王，出居于外。神龙元年（705年），唐中宗复位，恢复唐朝，授李守礼光禄卿。中宗崩，遗诏进封守礼邠王。玄宗在位年间，以天子兄，颇受礼遇。开元二十九年（741年）薨，赠太尉。

## 和亲吐蕃
当时吐蕃赞普赤德祖赞年幼，国内叛乱四起。祖母没禄氏摄政，平定各处的叛乱。为了巩固政权，没禄氏于唐中宗神龙三年（709年）三月二日，遣使悉薰然来献方物，并为孙赤德祖赞请婚。四月十四日，中宗下诏，以嗣雍王守礼女为金城公主，和亲吐蕃赞普赤德祖赞。《金城公主出降吐蕃制》云：“金城公主，朕之小女，长自宫闱”，可见金城实为中宗抚养于宫中。
景龙四年（710年）正月二十七日，诏左骁卫大将军杨矩持节送金城公主入吐蕃。唐中宗亲幸始平（今陕西兴平），设宴百官，命文士赋诗为公主饯别。席间中宗“命吐蕃使进前，谕以公主孩幼，割慈远嫁之旨，悲泣歔欷久之”。“帝念主幼，赐锦缯別数万，杂伎诸工悉从，给龟兹乐”。二月一日，诏改始平县名为金城，其乡为凤池乡，其里为怆别里，并赦其县大辟（死刑）以下囚犯，免百姓给赋一年，以志其事。对比唐太宗之于文成公主，可见唐中宗对于金城公主的感情之深，待遇之厚。
金城公主沿七十年前文成公主的旧道进入吐蕃。吐蕃为迎公主，凿石开路，金城公主至逻些（拉萨）后，又为公主别筑一城以居之。

## 甥舅之邦
710年，安西都护张玄表侵掠吐蕃北境，吐蕃虽怨而未绝和亲。吐蕃贿赂唐朝官员杨矩求取九曲之地，唐朝以杨矩奏，诏以九曲之地为金城公主汤沐邑，赐予吐蕃。不料“吐蕃既得九曲，其地肥良，堪顿兵畜牧，又与唐境接近，自是复叛，始率兵入寇。”为了防吐蕃，景云二年（711）设置河西藩镇（驻今甘肃省武威市）。玄宗即位，开元元年（713年），又设置陇右藩镇（驻今青海省乐都县）。
开元二年（714年）七月，坌达延将吐蕃兵十万进攻，屯大来谷，唐将王晙选勇士七百，衣胡服夜袭之，吐蕃军惊惧混乱，自相杀伤，死者万计，薛讷率唐军夹击，斩首一万七千，获马羊超过二十万，追击吐蕃军，战于长城堡，又败之，吐蕃军相枕藉而死，洮水为之不流，唐军前后杀获数万人。
之后，吐蕃向唐请和，并要求用与唐朝平等的礼节，唐玄宗不许。
开元三年（715年），吐蕃与阿拉伯共立阿了达为王，发兵攻拔汗那，拔汗那王兵败，奔安西求救。孝嵩率军出龟兹西数千里，下数百城，长驱而进。是月，攻阿了达于连城。孝嵩自擐甲督士卒急攻，自巳至酉，屠其三城，俘斩千余级，阿了达与数骑逃入山谷。孝嵩传檄诸国，威振西域。
开元四年（716年），吐蕃进攻松州。松州都督孙仁献袭圌击吐蕃于城下，大破之。 吐蕃再次请和。
开元四年（716年）八月，金城公主上《谢恩赐锦帛器物表》，全文为：“金城公主奴奴言，仲夏盛热，伏惟皇帝兄起居万福，御膳胜常。奴奴奉见舅甥平章书，云还依旧日，重为和好，既奉如此进止，奴奴还同再生，下情不胜喜跃。伏蒙皇帝兄所赐信物，并依数奉领。谨献金盏、羚羊衫、段青长毛毡各一，奉表以闻”。
开元五年（717年），时吐蕃“小小入犯，边无闲岁”，金城公主上《乞许赞普请和表》，求听修好，全文为：“金城公主奴奴言，季夏极热，伏惟皇帝兄御膳胜常。奴奴甚平安，愿皇帝兄勿忧。此间宰相向奴奴道，赞普甚欲得和好，亦宜亲署誓文。往者皇帝兄不许亲署誓文。奴奴降番，事缘和好。今乃骚动，实将不安和。矜怜奴奴远在他国，皇帝兄亲署誓文，亦非常事，即得两国久长安稳，伏惟念之”。玄宗依金城公主所请许和，吐蕃“自是岁朝贡不犯边”。
开元七年（719年）六月，玄宗、皇后各赐赞普杂彩千段，可敦（即金城公主）及赞普祖母、赞普母等杂彩各数百段有差。
开元十年（722年），吐蕃入侵其西部的小勃律，小勃律当时是唐朝属国。北庭节度使张孝嵩遣疏勒副使张思礼将兵四千救之。大破吐蕃军，斩获数万。
开元十五年（727年），唐军破吐蕃军于青海之西，俘获人员辎重牛羊而还。同年，吐蕃军劫掠瓜州。
开元十六年（728年），吐蕃大将悉末朗寇瓜州，都督张守珪击走之。乙巳，河西节度使萧嵩、陇右节度使张忠亮大破吐蕃于渴波谷（今青海湖南）；忠亮追之，拔其大莫门城（今青海省龙羊峡），擒获甚众。辛卯，左金吾将军杜宾客破吐蕃于祁连城下。时吐蕃复入寇，萧嵩遣宾客将强弩四千击之。战自辰至暮，吐蕃大溃，获其大将一人（斩副将一，上级五千首）。吐蕃败兵散乱逃入山中，哭声四合。
开元十七年（729年），瓜州都督张守珪、沙州刺史贾师顺击吐蕃大同军，大破之。唐信安王祎攻占石堡城（今青海湟源南）分兵据守要害，令敌不得前进。自是唐朝河、陇诸军得以游弈自如，拓地千余里。玄宗闻之大悦，更名石堡城曰“振武军”。
吐蕃求和。玄宗纳皇甫惟明议，遣惟明、张元方往使吐蕃，二人“见赞普及公主，具宣上意，赞普等欣然请和”。吐蕃遣使致书于境上求和。赞普上表称“甥世尚公主，义同一家。中间张玄表等先兴兵寇钞，遂使二境交恶。甥深识尊卑，安敢失礼！正惟边将交抅，致获罪于舅。屡遣使者入朝，皆为边将所遏。今蒙远降使臣来视公主，甥不胜喜荷。倘使复修旧好，死无所恨!”自是吐蕃复款附。
开元十八年（730年）十月，吐蕃使名悉猎等入长安。金城公主“进金鸭盘盏杂器物等”，请《毛诗》《礼记》《左传》《文选》等各一部，诏与之，并寄公主信物。
开元二十年（732年），金城公主上《请置府表》，全文为：“妹奴奴言，李行祎至，奉皇帝兄正月敕书。伏承皇帝万福，奴惟加喜跃。今得舅甥和好，永无改张，天下黔庶，并加安乐。然去年崔琳回日，请置府。李行祎至，及尚他辟回，其府事不蒙进止。望皇帝兄商量，矜奴所请”。
开元二十一年（733年），诏遣工部尚书、宗室李暠往使吐蕃，“赐物万计”。
开元二十二年（734年），唐使将军李佺于赤岭（今青海日月山）与吐蕃分界立碑，重申旧好，阐明“不以兵强而害义，不以为利而弃信”。促成此次唐蕃会盟的，由自前年李暠使吐蕃，“金城公主请明疆场，表石赤岭上，盟遂坚定”。
开元二十三年（735年），诏张九龄为《敕金城公主书》，其中有“异域有怀，连年不舍，骨肉在爱，固是难忘”之句。
736年，吐蕃人又进攻小勃律，玄宗命吐蕃罢兵，吐蕃不奉诏。
737年，崔希逸发兵大破吐蕃于青海之上，杀获甚众，吐蕃将领乞力徐脱身走。自是吐蕃复绝朝贡。
738年，杜希望率众攻占吐蕃新城，以其城为威武圌军，发兵一千以镇之。杜希望又从鄯州发兵夺吐蕃河桥，于河左筑盐泉城。吐蕃发兵三万反攻。左威卫郎将王忠嗣率所部攻击敌军，所向辟易，敌军遂乱。杜希望纵兵乘之，吐蕃军大败。
741年，吐蕃攻陷石堡城。
742年，陇右节度使皇甫惟明击破吐蕃大岭军，又破青海道莽布支营三万馀众。河西节度使王倕破吐蕃渔海及游弈等军。王难德阵斩吐蕃赞普之子琅支都。
743年，皇甫惟明引军出西平，击吐蕃，行千馀里，攻破洪济城。  
746年，王忠嗣率军与吐蕃多次战于青海、积石，皆获大胜。又伐吐蕃属国吐谷浑于墨离，平其国，虏其全部而归。
747年，苦拔海之战，哥舒翰率军连破三路吐蕃军，所向披靡。积石军之战，全歼五千吐蕃骑兵。
747年，高仙芝率一万唐军远征，大破据险而守的近万吐蕃守军，斩首五千级，捕虏千馀人，高仙芝继续进军，攻占小勃律，俘获小勃律王及其妻子吐蕃公主而还。     
748年，哥舒翰筑神威军于青海上，吐蕃攻破之；又筑应龙城，吐蕃屏迹不敢近青海。（《旧唐书 列传第五十四》《新唐书列传第六十》有记载。此外，《册府元龟 卷三百九十八》记载：“哥舒翰……筑神威城於青海上，旋为吐蕃所破。又筑城於青海中龙驹岛上……名为应龙城。吐蕃自此遁逃，不复近青海……）
749年，哥舒翰攻占石堡城。该地成了新的唐军驻地。
749年至750年，高仙芝率军击破萨毗、朅师、突骑施等。
天宝十载春正月，高仙芝入朝献所擒突骑施可汗、吐蕃酋长、朅师王等。
753年，哥舒翰击吐蕃，攻拔吐蕃洪济、大莫门等城，占领了九曲之地（今青海省东南部）。置洮阳郡、浇河郡、神策军、宛秀军等。
封常清率军大破归附于吐蕃的大勃律，受降而还。

## 身后
开元二十七年（739年），金城公主薨于吐蕃。二十九年（741年），吐蕃为金城公主举行公开祭祀，并遣使向唐朝报丧。时唐蕃战事方歇，吐蕃使并请和，玄宗不许，“数月后，始为公主举哀于光顺门外，辍朝三日”。

## 相关传说和争议

### 金城公主夫君的传说与争议
藏传佛教文献都声称，金城公主的未婚夫最初并不是赤德祖赞，而是赤德祖赞的儿子姜·察拉温（འཇང་ཚལྷ་དབོན་）。
根据《西藏王统记》、《贤者喜宴》等藏传佛教文献的说法，赤德祖赞与南诏来的王妃姜·墀尊（བཙུན་མོ་ལྗངམོ་ཁྲི་བཙུན）生有一子，名姜·察拉温。此王子容貌俊美，难以寻得佳偶。因此赤德祖赞向唐朝请求和亲，让金城公主嫁给吐蕃王子。然而金城公主刚进入吐蕃境内时，王子意外坠马身亡。赤德祖赞遣使向金城公主通报了情况，对她说如果她不愿意来吐蕃，可以派人礼送她回去。但金城公主拒绝了他的提议，来到了拉萨，最后改嫁给了赤德祖赞，成为赤德祖赞的王妃。
然而事实上，根据敦煌文献《大事纪年》的记载可知，赤德祖赞出生于704年，而金城公主入吐蕃的时间为710年。据此推测，此时的赤德祖赞才7岁，不可能生有成年的儿子。且汉文文献《旧唐书·吐蕃传》也明确地指出祖母没庐氏是给自己的孙子请婚，因此金城公主嫁给王子一事与史实不符。
也有部分学者认为，此传说中的王子，历史原型是《大事纪年》中在内乱中失势的“赞普兄”拉跋布，认为最初和亲的对象是拉跋布。但不被大部分学者所接受。

### 赤松德赞认母的传说
藏传佛教文献中广泛存在着赤松德赞认母的传说。
根据《巴协》、《贤者喜宴》等藏传佛教文献的说法，一位神通广大的汉僧预言金城公主将生下一位菩萨化身的王子，不久，金城公主便在红岩宫生下赤松德赞。皇后那囊·芒波杰西丁（སྣ་ནམ་ཟའ་མང་པོ་རྡེ་བཞི་སྟེང）也诡称怀孕，用药敷在乳房上使乳汁流出，令国王和群臣无法辨识。金城公主十分悲愤，大肆破坏吐蕃的风水，诅咒赞普王统后嗣断绝、才智之臣不再出生，因而吐蕃饥荒遍地、疯病流行。在赤松德赞满岁时，赤德祖赞令两位王妃都参加，令赤松德赞在二人中找出亲生母亲。那囊氏一族用衣服、花朵招引赤松德赞，赤松德赞视而不见，走向金城公主，认定金城公主是自己的亲生母亲。金城公主十分高兴，恢复了被自己破坏的风水。
此故事被后世藏传佛教典籍广泛记载，学者才让认为其对赤松德赞的智慧有夸张的嫌疑，而同时期的历史文献则证明这仅仅是一则不实的传说而已。汉文史料中没有赤松德赞是金城公主儿子的任何记载。且根据敦煌发现的藏文文献《大事记年》记载，金城公主于739年去世（《新唐书》则记载吐蕃于740年遣使向唐朝报丧）；在此之后的片段又记载：“马年（唐玄宗天宝元年，742年）……赞普赤松德赞诞生于札玛（བཙན་པོ་སྲོང་ལྲོང་ལྡེ་བརྕན་བྲག་མར་དུའ་བལྟམ།）”。以此来看，赤松德赞不可能是金城公主的儿子。而敦煌出土的藏文文献《赞普世系表》亦明确记载，赤松德赞是赤德祖赞与那囊妃芒波杰西丁（སྣ་ནམ་ཟའ་མང་པོ་རྡེ་བཞི་སྟེང）所生之子。